# Vuelta Ciclista Por Un Chile Líder
Die Vuelta Ciclista Por Un Chile Líder ist ein ehemaliges chilenisches Straßenradrennen.
Das Rennen wurde 1997 zum ersten Mal ausgetragen und fand bis 2007 jährlich im März statt. Es wurde von der größten chilenischen Supermarktkette Líder gegründet und von der Federación Ciclista de Chile, dem chilenischen Radsportverband, unterstützt. Ab 2005 zählte das Etappenrennen zur UCI America Tour und war in die Kategorie 2.2 eingestuft. Es war das größte Radrennen in Chile. Rekordsieger ist der Argentinier Edgardo Simón, der das Rennen dreimal für sich entscheiden konnte.

## Sieger
- 1997:  José Medina
- 1998:  Pablo González
- 1999:  Víctor Garrido
- 2000:  Juan Manuel
- 2001:  Jorge Giacinti
- 2002:  Edgardo Simón
- 2003:  Marco Antonio Arriagada
- 2004:  Edgardo Simón
- 2005:  Edgardo Simón
- 2006:  Andrei Sartassow
- 2007:  Andrei Sartassow